# Романовский (Темниковский район)
Романовский — сельский посёлок в Темниковском районе Республики Мордовия. Входит в состав Русско-Караевского сельского поселения.
Расположен в 20 километрах к северу-западу от города Темников, на левом берегу реки Сатис. Соединён грунтовыми просёлочными дорогами с деревней Росстанье (2 км) и посёлком Заря Нижегородской области (2,5 км).
Владельцами личных приусадебных хозяйств являются, преимущественно, жители города Саров.
Посёлку присвоен почтовый индекс 431230. Само почтовое отделение находится в деревне Русское Караево, ул Центральная, дом 107.

## История
Точное название поселка "Романово", правильное историческое название, именно такое название присутствует в паспортах, родившихся  в этом поселке людей. Год основания поселка 1926. В 2016 году поселок отмечает 90-летие со дня его основания.
Основатели поселка были  переселенцы с села Суморьево Горьковской(ныне Нижегородской области). Откуда появилось название у поселка Романовский? - Неизвестно. В архивных данных г.Темникова хранится сочинение, написанное мною в школе, записанное мною со слов первых переселенцев. На месте данного поселка были непроходимые леса, зато земля была очень плодородной, - заливные луга речки Сатис. Речка была судоходной.
Данный поселок относился в Сельскому Совету с названием Сатисский, являлся центром Сельсовета. В состав  сельсовета кроме поселка Романово входили небольшие поселки Росстанье и Н.Сатис.
Существовал колхоз"Сатис"; в колхозе было большое стадо коров(около 300), в личных подсобных хозяйствах - примерно 100 коров. В колхозе был большой парк тракторов и машин.
На Росстанье(в районе нынешнего моста через речку) была  8-летняя школа, в школе обучалось около 100 человек детей.
Сатисский Сельсовет имел непосредственное подчинение руководству Темниковского р-на в г. Темникове.

## Население
До начала 80-х годов в поселке Романово было 53 дома и проживало более 150 человек.
Постоянно проживающих 6 человек (на 2009 год).

## Современность
В настоящее время в поселке насчитывается менее 30 хозяйств, которые используются в основном как дачи. Посёлок состоит из одной улицы Луговая. Из всех достояний человечества, как-то: объекты социально-культурного назначения, почти вся сфера жилищно-коммунального хозяйства, предприятия и организации систем здравоохранения, образования, дошкольного воспитания; предприятия и организации, связанные с отдыхом и досугом; розничная торговля, общественное питание, сфера услуг, спортивно-оздоровительные учреждения; пассажирский транспорт по обслуживанию населения; система учреждений, оказывающих услуги правового и финансово-кредитного характера (юридические консультации, нотариальные конторы, сберегательные кассы, банки) и др. — в посёлке полностью отсутствуют. Исключение составляет электроснабжение и сотовая связь. Водоснабжение у каждого хозяйства индивидуальное(скважины).

## Достопримечательности
В посёлке находится памятник погибшим в Великой Отечественной войне жителям трёх посёлков: Нижний Сатис, Романовский и Росстанье.